# Brookport (Illinois)
Brookport es una ciudad ubicada en el condado de Massac en el estado estadounidense de Illinois. En el Censo de 2010 tenía una población de 984 habitantes y una densidad poblacional de 576,52 personas por km².

## Geografía
Brookport se encuentra ubicada en las coordenadas 37°7′33″N 88°37′34″O / 37.12583, -88.62611. Según la Oficina del Censo de los Estados Unidos, Brookport tiene una superficie total de 1.71 km², de la cual 1.69 km² corresponden a tierra firme y (0.91%) 0.02 km² es agua.

## Demografía
Según el censo de 2010, había 984 personas residiendo en Brookport. La densidad de población era de 576,52 hab./km². De los 984 habitantes, Brookport estaba compuesto por el 88.41% blancos, el 8.33% eran afroamericanos, el 0.81% eran amerindios, el 0% eran asiáticos, el 0% eran isleños del Pacífico, el 0.3% eran de otras razas y el 2.13% pertenecían a dos o más razas. Del total de la población el 2.95% eran hispanos o latinos de cualquier raza.